# インターグシケン
インターグシケンとは日本の競走馬である。第39回菊花賞の優勝馬。主戦騎手は「ターフの魔術師」武邦彦。馬名の由来は、冠名「インター」に、当時のWBA世界ジュニアフライ級チャンピオン具志堅用高の名字「グシケン」より。

## 戦績

### 3歳
1977年6月にデビューしたインターグシケンは、札幌で行われた2戦目の新馬戦で福永洋一とのコンビで初勝利を挙げた。続くダートのオープン戦で3着となった後、北海道3歳ステークスで主戦となる武邦彦と初コンビを組んだが、4着に終わった。
秋になるとインターグシケンは京都1600メートル戦の紅葉杯でレコード勝ちを収めるなど、徐々に頭角を表し始めたが、重賞ではバンブトンコート相手に歯が立たず、デイリー杯3歳ステークス、阪神3歳ステークスとも2着に終わった。

### 4歳
翌1978年、インターグシケンはシンザン記念3着、中京で行われたオープン1着と2戦した後、きさらぎ賞で念願の初重賞制覇を飾った。しかし、その後スプリングステークスでは1番人気に推されながら3着、クラシック1冠目の皐月賞でも追い込み届かずファンタストにクビ差の2着と惜敗した。
それでもNHK杯を制したインターグシケンは、稀に見る混戦となり「戦国ダービー」と呼ばれたクラシック2冠目の日本ダービーに挑んだ。単勝3番人気に推され、ダービー制覇の有力馬の一角と目されていたが、レースでは直線で伸びを欠きサクラショウリの6着に敗れ、初めて掲示板を外した。
インターグシケンは、ダービー後に休養し秋を迎えたが、京都で行われたオープン戦は2着、京都新聞杯は4着と2戦続けてメジロイーグルの後塵を拝し、勝ちきれないレースが続いた。その結果、クラシック最終戦の菊花賞では単枠指定されたダービー馬・サクラショウリが抜けた人気となり、インターグシケンは単勝3番人気に留まった。しかし、レースではチェリーリュウが玉砕覚悟の大逃げを打ったことでハイペースで推移。中団で折り合いをつけて脚を溜めていたインターグシケンは、直線で早めに先頭に立ったサクラショウリ以下を一気に交わし、後方から追い込んできたキャプテンナムラを半馬身抑え、3分6秒2のレコードタイム（当時）で優勝した。

### 5歳
1979年、古馬になったインターグシケンは、初戦のスポーツニッポン賞金杯で、61キロの負担重量を背負いながら、鋭い末脚でアイノクレスピンを差し切って優勝。かつての勝負弱さを克服し、本格化を遂げたと周囲に印象付けた。しかし、この後、脚部不安を発症して長期休養を余儀なくされる。
8月に関東に転厩後、復帰はしたものの、その後は2戦したのみで、この年の有馬記念でグリーングラスの13着に敗れたのを最後に引退、種牡馬入りした。なお、最後の2戦は柴田政人が騎乗している。

## 引退後
引退後、インターナショナル牧場で種牡馬となったインターグシケンは、オープンで活躍した馬を複数出すなど、悪くない種牡馬成績をあげた。しかし、馬産地では非常に気性の悪い馬で知られていた。1988年8月24日の早朝、馬房で倒れているのを発見されたが、すでに息絶えていた。心臓疾患による急死であった。

### 代表産駒
- イブキファイブワン（北九州記念）
- ショウリテンユウ（中日新聞杯、種牡馬）
- ウットマン（全日本サラブレッドカップなど、地方重賞6勝）
- トマム（ニュージーランドトロフィー4歳ステークス3着、種牡馬）

## 競走成績
- 1977年（9戦4勝）
  - 2着 - 阪神3歳ステークス、デイリー杯3歳ステークス
- 1978年（11戦4勝）
  - 1着 - 菊花賞、NHK杯、きさらぎ賞
  - 2着 - 皐月賞
- 1979年（3戦1勝）
  - 1着 - 金杯（西）

## 血統表
| インターグシケンの血統                 | インターグシケンの血統                              | インターグシケンの血統                              | （血統表の出典）                                    | （血統表の出典） |
| 父系                                   | テスコボーイ系                                      | テスコボーイ系                                      | テスコボーイ系                                      | [ § 2 ]          |
| 父 *テスコボーイ Tesco Boy 1963 黒鹿毛 | 父の父Princely Gift 1951 鹿毛                       | Nasrullah                                           | Nearco                                              | Nearco           |
| 父 *テスコボーイ Tesco Boy 1963 黒鹿毛 | 父の父Princely Gift 1951 鹿毛                       | Nasrullah                                           | Mumtaz Begum                                        |                  |
| 父 *テスコボーイ Tesco Boy 1963 黒鹿毛 | 父の父Princely Gift 1951 鹿毛                       | Blue Gem                                            | Blue Peter                                          | Blue Peter       |
| 父 *テスコボーイ Tesco Boy 1963 黒鹿毛 | 父の父Princely Gift 1951 鹿毛                       | Blue Gem                                            | Sparkle                                             |                  |
| 父 *テスコボーイ Tesco Boy 1963 黒鹿毛 | 父の母Suncourt 1952 黒鹿毛                          | Hyperion                                            | Gainsborough                                        | Gainsborough     |
| 父 *テスコボーイ Tesco Boy 1963 黒鹿毛 | 父の母Suncourt 1952 黒鹿毛                          | Hyperion                                            | Selene                                              |                  |
| 父 *テスコボーイ Tesco Boy 1963 黒鹿毛 | 父の母Suncourt 1952 黒鹿毛                          | Inquisition                                         | Dastur                                              | Dastur           |
| 父 *テスコボーイ Tesco Boy 1963 黒鹿毛 | 父の母Suncourt 1952 黒鹿毛                          | Inquisition                                         | Jury                                                |                  |
| 母 キョウエイパンセ 1965 鹿毛          | 母の父ウイルデイール 1956 黒鹿毛                    | Wilwyn                                              | Pink Flower                                         | Pink Flower      |
| 母 キョウエイパンセ 1965 鹿毛          | 母の父ウイルデイール 1956 黒鹿毛                    | Wilwyn                                              | Saracen                                             |                  |
| 母 キョウエイパンセ 1965 鹿毛          | 母の父ウイルデイール 1956 黒鹿毛                    | *メードンスグリーン                                 | Straight Deal                                       | Straight Deal    |
| 母 キョウエイパンセ 1965 鹿毛          | 母の父ウイルデイール 1956 黒鹿毛                    | *メードンスグリーン                                 | WindsorLady                                         |                  |
| 母 キョウエイパンセ 1965 鹿毛          | 母の母アサライト 1953 鹿毛                          | トシシロ                                            | *ダイオライト                                       | *ダイオライト    |
| 母 キョウエイパンセ 1965 鹿毛          | 母の母アサライト 1953 鹿毛                          | トシシロ                                            | 月城                                                |                  |
| 母 キョウエイパンセ 1965 鹿毛          | 母の母アサライト 1953 鹿毛                          | ブライトン                                          | *シアンモア                                         | *シアンモア      |
| 母 キョウエイパンセ 1965 鹿毛          | 母の母アサライト 1953 鹿毛                          | ブライトン                                          | 第三ビユーチフルドリーマー F-No.12                  |                  |
| 母系(F-No.)                            | 12号族(FN:12)                                       | 12号族(FN:12)                                       | 12号族(FN:12)                                       | [ § 3 ]          |
| 5代内の近親交配                        | Solario 5×5=6.25%、Pharos-Fiarway 5×5=6.25%（父内） | Solario 5×5=6.25%、Pharos-Fiarway 5×5=6.25%（父内） | Solario 5×5=6.25%、Pharos-Fiarway 5×5=6.25%（父内） | [ § 4 ]          |
| 出典                                   | 1. 2. 3. 4.                                         | 1. 2. 3. 4.                                         | 1. 2. 3. 4.                                         | 1. 2. 3. 4.      |